# Kapra
Koordinaten: 58° 29′ N, 23° 1′ O
Kapra (deutsch Kappra) ist ein Dorf (estnisch küla) auf der größten estnischen Insel Saaremaa. Es gehört zur Landgemeinde Saaremaa (bis 2017: Landgemeinde Laimjala) im Kreis Saare.
Das Dorf hat neunzehn Einwohner (Stand 31. Dezember 2011). Es liegt 41 Kilometer nordöstlich der Inselhauptstadt Kuressaare.